# 영보정 사건
영보정 사건은 일제강점기인 1932년 6월 4일 전라남도 영암군에서 사회주의자들을 중심으로 모인 청년들이 지주의 소작권 이동을 거부하고, 지주의 횡포와 일제에 지배에 반대하여 시위를 벌인 사건이다. 영보농민시위사건, 형제봉 사건이라고도 불린다. 이들은 노동절인 5월 1일을 시위일로 삼았으나, 일제 경찰의 감시로 여의치 않자 음력 5월 1일인 6월 4일에 영암의 영보정에 모여 대오를 이루어 시위를 벌였다. 이 사건으로 100여 명의 청년과 농민이 체포되고 수십 명이 구속되었다. 영암 지역의 사회주의 활동가였던 김판권(金判權), 유용희(柳龍羲), 곽명수(郭明洙) 등이 이 사건으로 징역 5년형에 처해졌다.